# Контамин Сарзен
Контамин Сарзен (фр. Contamine-Sarzin) је насељено место у Француској у региону Рона-Алпи, у департману Горња Савоја.
По подацима из 2011. године у општини је живело 580 становника, а густина насељености је износила 84,55 становника/km².

## Демографија
| 1962. | 1968. | 1975. | 1982. | 1990. | 2011. |
| ----- | ----- | ----- | ----- | ----- | ----- |
| 181   | 149   | 158   | 190   | 293   | 580   |